# La Fontelaye
La Fontelaye is een gemeente in het Franse departement Seine-Maritime (regio Normandië) en telt 32 inwoners (2009). De plaats maakt deel uit van het arrondissement Dieppe.

## Geografie
De oppervlakte van La Fontelaye bedraagt 3,9 km², de bevolkingsdichtheid is dus 8,2 inwoners per km².
De onderstaande kaart toont de ligging van La Fontelaye met de belangrijkste infrastructuur en aangrenzende gemeenten.

## Demografie
Onderstaande figuur toont het verloop van het inwonertal (bron: INSEE-tellingen).